# Xutun (köpinghuvudort i Kina, Liaoning Sheng, lat 40,04, long 122,08)
Xutun är en köpinghuvudort i Kina. Den ligger i provinsen Liaoning, i den nordöstra delen av landet, omkring 230 kilometer sydväst om provinshuvudstaden Shenyang. Antalet invånare är 27 227. Befolkningen består av 13 134 kvinnor och 14 093 män. Barn under 15 år utgör 10,0 %, vuxna 15-64 år 75 %, och äldre över 65 år 13,0 %.
Runt Xutun är det tätbefolkat, med 297 invånare per kvadratkilometer. Närmaste större samhälle är Xiongyue, 16,0 km norr om Xutun. Trakten runt Xutun består till största delen av jordbruksmark.
Genomsnittlig årsnederbörd är 978 millimeter. Den regnigaste månaden är juli, med i genomsnitt 284 mm nederbörd, och den torraste är januari, med 9 mm nederbörd.